# Довге щасливе життя (фільм, 1966)
«Довге щасливе життя» (рос. Долгая счастливая жизнь) — радянський художній фільм, знятий Геннадієм Шпаликовим в 1966 році. Стрічка, що стала єдиною режисерською роботою Шпаликова, отримала головний приз «Золотий щит» на Першому Міжнародному кінофестивалі авторського кіно в Бергамо.

## Сюжет
Автобус, що перевозив групу молодих людей, раптово гальмує: водій підсаджує голосуючого на дорозі чоловіка. У салоні Віктор (Кирило Лавров) опиняється поруч з Оленою (Інна Гула). Між молодими людьми зав'язується довірлива розмова: Олена розповідає про свою підліткову закоханість, Віктор — про те, як в дитинстві жив на високогірній станції. Автобус в'їжджає в місто і зупиняється біля місцевого клубу. Сьогодні там багатолюдно — афіша сповіщає, що в їх невелике містечко приїхав МХАТ, буде показаний «Вишневий сад». Олена запрошує на спектакль нового знайомого, але відповісти він не встигає — Олену на руках несуть її знайомі. Віктор відправляється в перукарню, а коли повертається — дія вже почалася, квитків немає, і проникати в клуб йому доводиться через вікно. Він знаходить Олену, вони танцюють в антракті, розмовляють, в результаті йдуть зі спектаклю. Віктор проводжає Олену, каже, що в його житті сталося щось важливе після їх зустрічі, обіцяє познайомити з мамою в Куйбишеві. Віктор хоче зайти до Олени, але та каже, що вдома спить дочка Ліза. Олена відмовляється негайно йти до Віктора, який зупинився на плавбазі. Вранці, коли Віктор ще спить, Олена з валізами і маленькою донькою з'являється на плавбазі і каже, що готова сьогодні ж звільнитися з роботи і їхати з ним, тимчасово залишивши дочку у своєї мами. Але щось невловимо змінюється. Спільний ранковий сніданок проходить напружено. Коли ситуація стає зовсім незручною, Віктор каже, що йому треба зателефонувати, піднімається і йде. Через деякий час герой їде в автобусі і дивиться на річку, по якій довго-довго тягнеться баржа.

## У ролях
- Інна Гула — Олена
- Кирило Лавров — Віктор
- Єлизавета Акулічева — буфетниця
- Олег Бєлов — приятель Олени
- Лариса Буркова — наречена пожежного
- Лілія Гурова — покоївка в будинку відпочинку
- Наталія Журавель — кондуктор автобуса
- Павло Луспекаєв — Павло
- Марина Полбенцева — Марина
- Віктор Перевалов — театрал-заєць
- Олена Чорна — дівчина з гармонією
- Георгій Штиль — пожежний
- Ольга Тарасенкова — Ліза, дочка Олени
- Олексій Грибов — Фірс, епізод з «Вишневого саду»
- Алла Тарасова — Раневська, епізод з «Вишневого саду»
- Леонід Губанов — Петя Трофімов, епізод з «Вишневого саду»
- Сергій Блинников — Симеонов-Пищик, епізод з «Вишневого саду»

## Знімальна група
- Автор сценарію, режисер — Геннадій Шпаликов
- Оператор —  Дмитро Месхієв
- Композитор —  В'ячеслав Овчинников
- Художник —  Борис Биков
- Звукооператор —  Ірина Черняховська